# Métro léger de Dortmund
 (janvier 2022).
Si vous disposez d'ouvrages ou d'articles de référence ou si vous connaissez des sites web de qualité traitant du thème abordé ici, merci de compléter l'article en donnant les références utiles à sa vérifiabilité et en les liant à la section « Notes et références ».
Le Métro léger de Dortmund (Stadtbahn de Dortmund) est un réseau de métro léger qui dessert la ville allemande de Dortmund. Géré par les services techniques de la ville (DSW21), il est constitué de 77 km de voies (dont 20 km dans des tunnels souterrains) et 83 stations (dont 24 au sous-sol). Il appartient au réseau Stadtbahn de Rhein-Ruhr et à l'association de transport Verkehrsverbund Rhein-Ruhr (VRR).

## Histoire
Ouvert en 1976, la Stadtbahn remplaçait consécutivement les lignes de tramway en opération à la surface. Le premier tunnel entre les stations Leopoldstraße et Markgrafenstraße hébergeait la Stammstrecke I (route principale nº 1), où circulent aujourd'hui les lignes U41, U45, U47 et U49. Il était suivi par le tunnel de la Stammstrecke II (lignes U42 et U46) entre Brunnenstraße et Stadtgarten. Finalement, en 2008 les dernières lignes de tramway, 403 et 404, étaient remplacées par les lignes U43 et U44 après l'ouverture du tunnel entre Ostentor et Unionstraße, la Stammstrecke III.

## Réseau actuel
Les stations du réseau sont desservies par 8 lignes qui circulent sur trois routes principales, où, surtout au centre-ville, ils partagent plusieurs stations. Les stations de correspondance sont Stadtgarten, Reinoldikirche et Kampstraße, où se croisent les routes principales.

### Lignes
| Ligne | Route | Stations (dont au sous-sol) |
| ----- | --- | --------------------------- |
| U41   | DO-Hörde Clarenberg – Hörde Bf – Märkische Str. – Stadthaus – Stadtgarten – Dortmund Hbf – Fredenbaum – Grävingholz – Brechten Zentrum – Brambauer Verkehrshof                         | 28 (12)                     |
| U42   | DO-Hombruch Grotenbachstraße – Barop Parkhaus – Theodor-Fliedner-Heim – Möllerbrücke – Städtische Kliniken – Stadtgarten – Schulte Rödding – Kirchderne – Scharnhorst Zentrum – Grevel | 28 (7)                      |
| U43   | DO-Dorstfeld – Westentor – Kampstraße – Brackel – Asseln Aplerbecker Straße – Am Hagedorn –Wickede Post/DO-Wickede S                                                                   | 34 (5)                      |
| U44   | DO-Marten – Dorstfeld – Westentor – Kampstraße – Westfalenhütte | 19 (4)                      |
| U45   | Dortmund Westfalenhallen – Markgrafenstr. – Stadthaus – Stadtgarten – Dortmund Hbf ( - Fredenbaum)                                                                                     | 8 (7)                       |
| U46   | Dortmund Westfalenhallen – Saarlandstraße – Stadtgarten – Brunnenstraße | 8 (8)                       |
| U47   | DO-Westerfilde – Huckarde – Hafen – Dortmund Hbf – Stadtgarten – Stadthaus – Märkische Str. – Westfalendamm – Aplerbeck                                                                | 27 (8)                      |
| U49   | DO-Hacheney –Rombergpark – Westfalenpark – Markgrafenstraße – Stadthaus – Stadtgarten – Kampstraße – Dortmund Hauptbahnhof – (Hafen)                                                   | 11 (8)                      |